# Qatar Stars League 2021/22
Die Qatar Stars League 2021/22 war die 48. Spielzeit der höchsten Fußballliga in Katar. Die Liga startete am 11. September 2021 und endete am 11. März 2022. Organisiert wurde die Liga von der Qatar Football Association. Titelverteidiger war der al-Sadd Sports Club.

## Teilnehmende Mannschaften
| Verein        | Stadt                | Stadion                      |
| ------------- | -------------------- | ---------------------------- |
| al-Ahli SC    | Doha                 | Al-Ahli-Stadion              |
| al-Arabi SC   | Doha                 | Grand-Hamad-Stadion          |
| al-Duhail SC  | Doha                 | Abdullah-bin-Khalifa-Stadion |
| al-Gharafa SC | Al-Rayyan            | Al-Gharafa Stadium           |
| al-Khor SC    | al-Chaur             | al-Khawr Stadium             |
| al-Rayyan SC  | Al-Rayyan            | Ahmed bin Ali Stadium        |
| al-Sadd SC    | Doha                 | Jassim-Bin-Hamad-Stadion     |
| al-Sailiya SC | Doha                 | Al-Ahli-Stadion              |
| al-Shamal SC  | Madīnat asch-Schamāl | Al-Shamal SC Stadium         |
| al-Wakrah SC  | Al-Wakra             | al-Janoub-Stadion            |
| Qatar SC      | Doha                 | Qatar SC Stadium             |
| Umm-Salal SC  | Umm Salal            | Al-Gharafa Stadium           |

## Ausländische Spieler
| Verein        | Spieler 1           | Spieler 2             | Spieler 3         | AFC Spieler            | UAFA Spieler      | Ehemalige Spieler                              |
| ------------- | ------------------- | --------------------- | ----------------- | ---------------------- | ----------------- | ---------------------------------------------- |
| al-Ahli SC    | Sandro Manoel       | Yazan Al-Naimat       | José Ángel Pozo   | Hossein Kanaanizadegan | Soufiane Bouftini | Hernán Pérez Marko Jevtović Patrick Friday Eze |
| al-Arabi SC   | Aron Gunnarsson     | Adama Diomande        | Aaron Boupendza   | Farshid Esmaeili       | Youssef Msakni    | Mehrdad Mohammadi Marc Muniesa                 |
| al-Duhail SC  | Edmílson Junior     | Toby Alderweireld     | Michael Olunga    | Nam Tae-hee            | Ferjani Sassi     |                                                |
| al-Gharafa SC | Sofiane Hanni       | Gabriel Appelt        | Cheick Diabaté    | Saeid Ezatolahi        | Mehdi Tahrat      | Jonathan Kodjia Mohammed Al-Musalami           |
| al-Khor SC    | Ioannis Fetfatzidis | Pierre-Michel Lasogga | Juma al-Habsi     | Harib al-Saadi         | Ismail El Haddad  | Kayke Koo Ja-cheol Rafael Vaz                  |
| al-Rayyan SC  | Steven Nzonzi       | Yohan Boli            | James Rodríguez   | Shoja Khalilzadeh      | Yacine Brahimi    | Franck Kom                                     |
| al-Sadd SC    | Guilherme Torres    | André Ayew            | Santi Cazorla     | Jung Woo-young         | Baghdad Bounedjah |                                                |
| al-Sailiya SC | Carlos Strandberg   | Serigne Kara          | Walter Bwalya     | Dostonbek Hamdamov     | Driss Fettouhi    | Adama Diomande Ramin Rezaeian Nassim Hnid      |
| al-Shamal SC  | Matías Nani         | Jeison Medina         | Jeremy de Nooijer | Ali Olwan              | Amjad Attwan      | Baha' Faisal                                   |
| al-Wakrah SC  | Boualem Mesmoudi    | Gelson Dala           | Lucas Mendes      | Omid Ebrahimi          | Mohamed Benyettou | Ousmane Coulibaly                              |
| Qatar SC      | Anthony Okpotu      | Javi Martínez         | Salaah al-Yahyaei | Bashar Resan           | Djamel Benlamri   | Youcef Belaïli Isaac Mbenza                    |
| Umm-Salal SC  | Isael               | Moses Orkuma          | Aymen Abdennour   | Aymen Hussein          | Yaseen Al-Bakhit  |                                                |

## Tabelle
Stand: Saisonende 2021/22
| Pl. | Verein                      | Sp. | S  | U  | N  | Tore    | Diff. | Punkte |
| --- | --------------------------- | --- | -- | -- | -- | ------- | ----- | ------ |
| 1.  | al-Sadd Sports Club (M) (P) | 22  | 20 | 2  | 0  | 080:240 | +56   | 62     |
| 2.  | al-Duhail SC                | 22  | 14 | 5  | 3  | 059:240 | +35   | 47     |
| 3.  | al-Wakrah SC                | 22  | 11 | 4  | 7  | 034:300 | +4    | 37     |
| 4.  | al-Arabi                    | 22  | 11 | 3  | 8  | 034:310 | +3    | 36     |
| 5.  | al-Gharafa Sports Club      | 22  | 9  | 3  | 10 | 039:400 | −1    | 30     |
| 6.  | Umm-Salal SC                | 22  | 6  | 7  | 9  | 032:360 | −4    | 25     |
| 7.  | al-Ahli SC                  | 22  | 5  | 10 | 7  | 024:390 | −15   | 25     |
| 8.  | al-Rayyan SC                | 22  | 6  | 6  | 10 | 031:400 | −9    | 24     |
| 9.  | Qatar SC                    | 22  | 6  | 5  | 11 | 021:310 | −10   | 23     |
| 10. | al-Shamal SC (N)            | 22  | 6  | 4  | 12 | 032:470 | −15   | 22     |
| 11. | al-Sailiya                  | 22  | 3  | 7  | 12 | 017:360 | −19   | 16     |
| 12. | al-Khor SC                  | 22  | 2  | 10 | 10 | 021:460 | −25   | 16     |

| Zum Saisonende 2021/22: |
| Meister und Teilnahme an der Gruppenphase der AFC Champions League Teilnahme an den Play-off-Spielen der AFC Champions League Qualifikations für die Relegationsspiele Abstieg in die Qatari Second Division |

| Zum Saisonende 2020/21: |                                                         |
| (M)                     | Amtierender Meister: al-Sadd Sports Club                |
| (P)                     | Amtierende Pokalsieger: al-Sadd Sports Club             |
| (N)                     | Aufsteiger aus der Qatari Second Division: al-Shamal SC |

### Relegationsspiel
|                                               | Ergebnis |                   |
| --------------------------------------------- | -------- | ----------------- |
| 19. März 2022 (Al-Gharafa Stadium, ar-Rayyan) |          |                   |
| al-Sailiya                                    | 3:2      | al-Kharitiyath SC |

## Torschützenliste
Stand: Saisonende 2021/22
| Platz | Spieler           | Mannschaft             | Tore |
| ----- | ----------------- | ---------------------- | ---- |
| 1.    | Michael Olunga    | al-Duhail SC           | 24   |
| 2.    | André Ayew        | al-Sadd Sports Club    | 15   |
| 3.    | Akram Afif        | al-Sadd Sports Club    | 14   |
| 4.    | Baghdad Bounedjah | al-Sadd Sports Club    | 13   |
| 5.    | Aymen Hussein     | Umm-Salal SC           | 11   |
| 5.    | Cheick Diabaté    | al-Gharafa Sports Club | 11   |
| 5.    | Gelson Dala       | al-Wakrah SC           | 11   |
| 8.    | Mohamed Benyettou | al-Wakrah SC           | 9    |
| 9.    | Yohan Boli        | al-Rayyan SC           | 8    |
| 9.    | Aaron Boupendza   | al-Arabi               | 8    |
| 9.    | Jeison Medina     | al-Shamal SC           | 8    |
| 9.    | Youssef Msakni    | al-Arabi               | 8    |
| 9.    | Sebastián Soria   | Qatar SC               | 8    |
| 14.   | Almoez Abdulla    | al-Duhail SC           | 7    |
| 14.   | Yaseen Al-Bakhit  | Umm-Salal SC           | 7    |
| 14.   | Hassan al-Haydos  | al-Sadd Sports Club    | 7    |
| 14.   | Rodrigo Tabata    | al-Sadd Sports Club    | 7    |

## TOP Assists
Stand: Saisonende 2021/22
| Platz | Name              | Mannschaft             | Assists |
| ----- | ----------------- | ---------------------- | ------- |
| 1.    | Akram Afif        | al-Sadd Sports Club    | 17      |
| 2.    | Edmílson Junior   | al-Duhail SC           | 11      |
| 3.    | Gabriel Appelt    | al-Gharafa Sports Club | 9       |
| 3.    | Santi Cazorla     | al-Sadd Sports Club    | 9       |
| 5.    | Sofiane Hanni     | al-Gharafa Sports Club | 6       |
| 5.    | Almoez Abdulla    | al-Duhail SC           | 6       |
| 5.    | Yaseen Al-Bakhit  | Umm-Salal SC           | 6       |
| 5.    | Ismail Mohamad    | al-Duhail SC           | 6       |
| 5.    | James Rodríguez   | al-Rayyan SC           | 6       |
| 10.   | Hassan al-Haydos  | al-Sadd Sports Club    | 5       |
| 10.   | Baghdad Bounedjah | al-Sadd Sports Club    | 5       |
| 10.   | Aaron Boupendza   | al-Arabi               | 5       |
| 10.   | Ali Asad          | al-Sadd Sports Club    | 5       |